# Сорск
Сорск (на руски: Сорск) е град в автономна република Хакасия, Русия. Населението на града към 1 януари 2018 година е 11 416 души.

## История
Селището е основано през 1940 година, през 1966 година получава статут на град.